# Бухемурен
Бухемурен (монг. Бөхмөрөн?, ᠪᠥᠬᠡᠮᠥ᠋ᠷᠡᠨ?) — сомон аймака Увс, в западной части Монголии.

## Описание
Площадь сомона Бухемурен составляет — 3,7 тыс. км².  Центр сомона поселок Байшинт находится в 20 км к северо-западу от озера Ахит, в начале долины реки Бахмуэрун. Поселок расположен в 1213 км от Улан-Батора, в 162 км от центрального города аймака Улаангом. Есть школа, больница, торговые и культурные центры.

### Население
Население сомона Бухемурен по переписи 2010 года составило 1236 человека. Большинство населения сомона составляют дербеты, баяты, хотоны, халха-монголы, казахи.

### Климат
Климат резко континентальный. Ежегодные осадки 200 мм, средняя температура января -23 ° С, средняя температура июля + 30 ° С.  Много осадков выпадает летом в виде дождя, а весной и осенью в виде снега. Зимы достаточно сухие, с небольшими снегопадами.

### Фауна
На территории сомона водятся олени, дикие кабаны, рыси, волки, лисы, горные бараны, косули, снежные барсы, зайцы.

### Рельеф
Сомон расположен на горных хребтах Гацууртай, Ямаат, Байрам (до 3000 м). Через сомон протекает река Моген-Бурен (Бохморон-Гол).

### Полезные ресурсы
Недра богаты на каменный уголь, драгоценные камни, марганцевые руды.